# Anisophylleaceae
Anisophylleaceae Ridl. è una famiglia di piante angiosperme dell'ordine Cucurbitales.

## Tassonomia
La famiglia comprende i seguenti generi:
- Anisophyllea R.Br. ex Sabine
- Combretocarpus Hook.f.
- Poga Pierre
- Polygonanthus Ducke